# ۳۹۳ (میلادی)
۳۹۳ (میلادی) سیصد و نود و سومین سال تقویم میلادی است.

## درگذشتگان
‎